# Campoplex variabilis
Campoplex variabilis là một loài tò vò trong họ Ichneumonidae.